# Basketball-Bundesliga 1969-1970
La Basketball-Bundesliga 1969-1970 è stata la 4ª edizione del massimo campionato tedesco occidentale di pallacanestro maschile. La vittoria finale è stata ad appannaggio del TuS 04 Leverkusen.

## Risultati

### Stagione regolare

#### Gruppe Nord
|     | Squadra                 | G  | V | N | P | PF   | PS   | Pt. | Qualificazione |
| --- | ----------------------- | -- | - | - | - | ---- | ---- | --- | -------------- |
| 1.  | TuS 04 Leverkusen       | 18 |   |   |   | 1767 | 1017 | 36  | girone finale  |
| 2.  | VfL Osnabrück           | 18 |   |   |   | 1625 | 1335 | 28  | girone finale  |
| 3.  | SSV Hagen               | 18 |   |   |   | 1521 | 1313 | 24  | girone finale  |
| 4.  | ASV Colonia             | 18 |   |   |   | 1384 | 1333 | 22  | girone finale  |
| 5.  | ATV 77 Düsseldorf       | 18 |   |   |   | 1382 | 1333 | 19  |                |
| 6.  | MTV Wolfenbüttel        | 18 |   |   |   | 1306 | 1415 | 16  |                |
| 7.  | Oldenburger TB          | 18 |   |   |   | 1402 | 1543 | 15  |                |
| 8.  | Berliner SV 1892        | 18 |   |   |   | 1338 | 1562 | 12  |                |
| 9.  | UBC Münster             | 18 |   |   |   | 1274 | 1708 | 8   | retrocesse     |
| 10. | Neuköllner Sportfreunde | 18 |   |   |   | 1141 | 1581 | 0   | retrocesse     |

#### Gruppe Süd
|     | Squadra               | G  | V | N | P | PF   | PS   | Pt. | Qualificazione |
| --- | --------------------- | -- | - | - | - | ---- | ---- | --- | -------------- |
| 1.  | MTV 1846 Gießen       | 18 |   |   |   | 1642 | 1277 | 32  | girone finale  |
| 2.  | GW Francoforte        | 18 |   |   |   | 1513 | 1203 | 30  | girone finale  |
| 3.  | USC Magonza           | 18 |   |   |   | 1494 | 1312 | 28  | girone finale  |
| 4.  | USC Heidelberg        | 18 |   |   |   | 1569 | 1382 | 25  | girone finale  |
| 5.  | USC Monaco            | 18 |   |   |   | 1515 | 1271 | 24  |                |
| 6.  | Bayern Monaco         | 18 |   |   |   | 1306 | 1255 | 15  |                |
| 7.  | TSV 1860 Monaco       | 18 |   |   |   | 1254 | 1470 | 10  |                |
| 8.  | Königsbacher Coblenza | 18 |   |   |   | 1216 | 1445 | 8   |                |
| 9.  | Heidelberger TV       | 18 |   |   |   | 1185 | 1547 | 8   | retrocesse     |
| 10. | TV Kirchheimbolanden  | 18 |   |   |   | 955  | 1487 | 0   | retrocesse     |

### Gironi finali

#### Gruppe Nord
|    | Squadra         | G | V | N | P | PF  | PS  | Pt. | Qualificazione |
| -- | --------------- | - | - | - | - | --- | --- | --- | -------------- |
| 1. | MTV 1846 Gießen | 6 | 5 | 0 | 1 | 540 | 471 | 10  | finale         |
| 2. | USC Magonza     | 6 |   |   |   | 516 | 498 | 8   |                |
| 3. | VfL Osnabrück   | 6 |   |   |   | 515 | 495 | 6   |                |
| 4. | ASV Colonia     | 6 | 0 | 0 | 6 | 423 | 530 | 0   |                |

#### Gruppe Süd
|    | Squadra           | G | V | N | P | PF  | PS  | Pt. | Qualificazione |
| -- | ----------------- | - | - | - | - | --- | --- | --- | -------------- |
| 1. | TuS 04 Leverkusen | 6 | 6 | 0 | 0 | 505 | 414 | 12  | finale         |
| 2. | USC Heidelberg    | 6 | 4 | 0 | 2 | 457 | 458 | 8   |                |
| 3. | SSV Hagen         | 6 | 2 | 0 | 4 | 426 | 436 | 4   |                |
| 4. | GW Francoforte    | 6 | 0 | 0 | 6 | 441 | 521 | 0   |                |

### Finale
| Squadra 1         | Risultato | Squadra 2       |
| ----------------- | --------- | --------------- |
| TuS 04 Leverkusen | 76 - 73   | MTV 1846 Gießen |

| Basketball-Bundesliga 1969-1970 |
| ------------------------------- |
| TuS 04 Leverkusen 1º titolo     |

## Formazione vincitrice
| N° | Naz.                      | Ruolo | Sportivo          |  | Alt. |  |
| -- | ------------------------- | ----- | ----------------- |  | ---- |  |
|    | Germania Ovest (bandiera) | G     | Dieter Kuprella   |  | 184  |  |
|    | Germania Ovest (bandiera) | G     | Jochen Pollex     |  | 186  |  |
|    | Germania Ovest (bandiera) | C     | Norbert Thimm     |  | 205  |  |
|    | Germania Ovest (bandiera) |       | Largo Wandel      |  |      |  |
|    | Germania Ovest (bandiera) |       | Wilhelm Angermann |  |      |  |
|    | Germania Ovest (bandiera) |       | Wolfgang Bunse    |  |      |  |
|    | Germania Ovest (bandiera) |       | Götz Grabner      |  |      |  |
|    | Germania Ovest (bandiera) |       | Klaus Greulich    |  |      |  |
|    | Romania (bandiera)        |       | Dan Puscasiu      |  |      |  |
|    | Germania Ovest (bandiera) |       | Helmut Posern     |  |      |  |
|    | Germania Ovest (bandiera) |       | Heinz Schäfer     |  |      |  |
|    | Germania Ovest (bandiera) |       | Wolfgang Schmidt  |  |      |  |
|    | Germania Ovest (bandiera) | All.  | Günter Hagedorn   |  |      |  |